# مایگان کلی
مایگان کلی (انگلیسی: Maegan Rosa؛ زادهٔ ۱۹ فوریهٔ ۱۹۹۲) بازیکن فوتبال اهل کانادا است.
وی همچنین در تیم‌های ملی فوتبال زیر ۲۳ سال زنان ایالات متحده آمریکا و زنان کانادا بازی کرده‌است.